# Giả Trị Bang
Giả Trị Bang (sinh tháng 11 năm 1946) là chính khách nước Cộng hòa Nhân dân Trung Hoa. Ông từng giữ chức Tỉnh trưởng Chính phủ Nhân dân tỉnh Thiểm Tây.

## Tiểu sử
Giả Trị Bang sinh tháng 11 năm 1946, người huyện Ngô Khởi, tỉnh Thiểm Tây. Tháng 4 năm 1962, ông gia nhập Đảng Cộng sản Trung Quốc. Ông công tác tại Ban Tuyên truyền Huyện ủy Chí Đan, tỉnh Thiểm Tây trong hai năm từ năm 1965 đến năm 1967. Tháng 9 năm 1983 đến tháng 6 năm 1988, ông học chuyên ngành quản lý kinh tế quốc dân tại Học viện Hàm thụ, Đại học Nhân dân Trung Quốc.
Ông là thư ký, Trưởng phòng Tổng hợp, Văn phòng Chính phủ nhân dân tỉnh Thiểm Tây từ năm 1985 đến năm 1988. Tháng 6 năm 1988, ông được bổ nhiệm làm Phó Chủ nhiệm Văn phòng Chính phủ nhân dân tỉnh Thiểm Tây. Tháng 7 năm 1989, ông được bổ nhiệm giữ chức Phó Tổng Thư ký Chính phủ nhân dân tỉnh Thiểm Tây. Tháng 8 năm 1990, ông được bổ nhiệm làm Phó Bí thư Địa ủy Diên An (nay là địa cấp thị Diên An). Tháng 5 năm 1993, ông kiêm nhiệm chức vụ Ủy viên Ban Thường vụ Tỉnh ủy Thiểm Tây. Tháng 1 năm 1994, ông được bổ nhiệm làm Phó Tỉnh trưởng tỉnh Thiểm Tây kiêm Ủy viên Ban Thường vụ Tỉnh ủy Thiểm Tây.
Tháng 5 năm 1998, ông được bổ nhiệm giữ chức Phó Bí thư Tỉnh ủy, Phó Tỉnh trưởng Chính phủ Nhân dân tỉnh Thiểm Tây. Tháng 5 năm 2002, ông được bổ nhiệm làm Phó Bí thư Tỉnh ủy, Phó Tỉnh trưởng, quyền Tỉnh trưởng Chính phủ Nhân dân tỉnh Thiểm Tây. Tháng 1 năm 2003, ông được bầu làm Tỉnh trưởng Chính phủ Nhân dân tỉnh Thiểm Tây.
Tháng 10 năm 2004, ông được bổ nhiệm giữ chức Phó Bí thư Ban Cán sự Đảng, Thứ trưởng Bộ Dân chính Trung Quốc (hàm Bộ trưởng). Tháng 12 năm 2005, ông được bổ nhiệm làm Cục trưởng Cục Lâm nghiệp Nhà nước Trung Quốc (hàm Bộ trưởng). Ông giữ chức Cục trưởng Cục Lâm nghiệp Nhà nước cho đến tháng 3 năm 2012, thay ông ở vị trí này là Triệu Thụ Tùng.
Ông là Ủy viên dự khuyết Ủy ban Trung ương Đảng Cộng sản Trung Quốc khóa XIV, XV và Ủy viên Ủy ban Trung ương Đảng Cộng sản Trung Quốc khóa XVI, XVII. Ông cũng là đại biểu Quốc hội khóa X (2003-2008).